# 日本専売公社小田原工場専用線

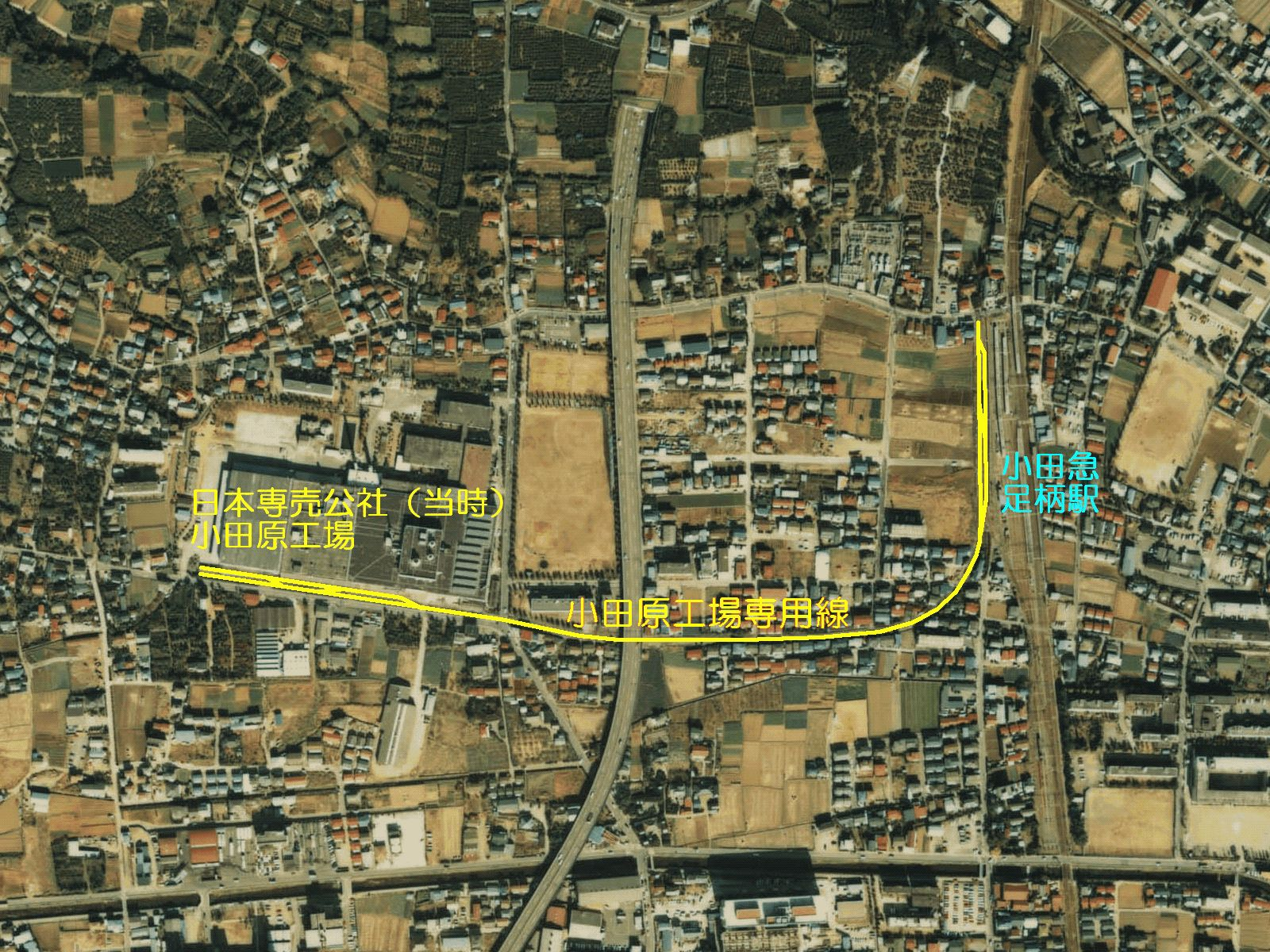
1983年の日本専売公社小田原工場の上空写真。黄色い線が専用線。

日本専売公社小田原工場専用線（にっぽんせんばいこうしゃおだわらこうじょうせんようせん）は、神奈川県小田原市多古（当時）の小田急電鉄（小田急）小田原線足柄駅から、神奈川県小田原市久野の日本専売公社（当時）小田原工場に至る区間を結んでいた、日本専売公社運営の専用鉄道である。
日本専売公社小田原工場で製造されるタバコの原料搬入や製品搬出のために敷設された専用鉄道で、1950年から輸送を開始したが、トラック輸送への移行により1984年3月に廃止された。

## 沿革
1948年に神奈川県小田原市久野に東京地方専売局小田原煙草分工場（当時）が建設され、同年6月から操業を開始した。当初、この工場への原料搬入や製品の搬出については、全てトラックによる輸送に頼っていた。しかし、工場に至る道路が狭隘であったことから効率が悪く、運送経費も高くつくものとなっていた。また、工場自体も建設途上であったため、資材輸送においても同様の問題が発生していた。そこで、製品の搬入・搬出および建設資材の搬入のため、近隣を通っている小田急小田原線の足柄駅から専用線を敷設し、円滑な輸送体制の構築と経費節減を図ることになった。
当時の日本は第二次世界大戦敗戦後の連合国軍最高司令官総司令部 (GHQ) による占領下にあり、まずGHQの一機関である民間運輸局 (CTS) から建設認可を得て、その後に1949年10月21日に運輸省に対して免許の申請を行い、同年12月26日に免許された。また、当時は車両の新製についても割当枠が存在したため、専用線で運行する機関車については同年4月12日付で三井鉱山に割り当てられた車両製造枠を活用し、書類上は三井鉱山の発注した電気機関車を日本専売公社が譲受して使用することになった。
運輸営業開始は、1950年3月25日とされている。しかし、小田急の保有する機関車の乗り入れについては同年5月18日の認可となっており、貨車の直通運転についても認可は同年5月20日付けとなっていることから、実際に運輸を開始したのは1950年度に入ってからとみられている。
当初より輸送量は多く、1956年以降には足柄駅構内に貨車を収容するための側線が増設されたが、最盛期にはそれでも収容しきれず、小田原駅でも収容しきれなかったために日本国有鉄道（国鉄）の西湘貨物駅に貨車を留置させていたほどであったという。1958年からは運転業務全般を小田急に委託した。
しかし、その後鉄道による貨物輸送は斜陽化し、道路整備も進んだことから徐々にトラック輸送に置き換えられることになった。末期には、製品の搬出についてはトラックで輸送し、原料の搬入にのみ鉄道を使用していた。
1984年2月1日のダイヤ改正によって、国鉄の貨物拠点駅から小田原駅が外されることになり、1日3往復運行されていた貨物輸送についても同日付で廃止されることになった。廃止直前の同年1月23日には「お別れ式」も行われた。同年3月に専用鉄道自体も廃止され、小田急の定期貨物輸送も全廃となった。

## 路線概説
専用線のキロ程については、『民鉄要覧』の各年度版では1.0kmとして記載されているが、『専用線一覧』では0.8kmの専用側線となっているほか、免許申請の際に添付された理由書においては「約七七〇米の専用鉄道」と記載されている上、申請書類上では962mに書き換えた痕跡が残り、はっきりしていない。軌間については1,067mmで、全線が単線であった。専用鉄道としては珍しく、全線が直流1,500Vで電化されていたが、これは敷設当時の燃料事情が悪かったことや、小田急の機関車を借用することを考慮してのものとみられている。架線への給電は列車運行時にのみ行なわれた。
足柄駅構内に隣接して側線が2線敷設され、工場内には荷役ホームと機回し線が設けられた。車両修繕設備については、当初より小田急に委託していたため設けられていない。運転業務についても小田急が担当していた。

## 車両
日本専売公社が導入した機関車は、101号と称する2軸の凸型電気機関車で、日立製作所で製造された。
前述の通り三井鉱山の車両製造枠を利用して製造されたものである。この車両譲渡契約は1951年3月15日に締結され、同年6月20日にEB1として竣功した三井鉱山の機関車を、同年7月1日に譲渡したことになっている。しかし、現実には日立製作所の竣功写真では既に「101」というナンバープレートが設けられており、実際にはメーカーから直接日本専売公社へ入線したことは間違いないとみられている。
ただし、輸送を開始した時点では101号機関車はまだ入線しておらず、当初は小田急の機関車が乗り入れていたと推測されている。また、1958年からは運転業務全般について小田急に委託されたため、小田急の機関車が直接乗り入れるようになり、101号機関車は翌1959年に小田急に譲渡され、同社デキ1051となった。

## 廃線後の状況
| 架線柱がそのまま残る廃線跡 |  | 地域住民の通り道として利用されている廃線跡 |
| 架線柱がそのまま残る廃線跡 |  | 地域住民の通り道として利用されている廃線跡 |

1984年3月に廃止された後、線路敷地はしばらく軌条（レール）を撤去しただけで放置されていた。線路跡地については1999年ごろに小田原市が譲り受け、足柄駅に隣接する部分を除いて「久野緑の小径」と称する遊歩道として整備された。足柄駅に隣接する部分は特に整備されておらず、地域住民の通り道として利用されているが、架線柱などが残存しており、張力を失った状態で架線が垂れ下がっている。
工場内の設備については、軌条が撤去されたあとも、荷役ホームが使用されないまま残されていたが、喫煙者の減少による日本たばこ産業の事業再構築に伴い、2011年3月末で小田原工場は閉鎖され、その後工場自体が解体された。